# Simulium mellah
Simulium mellah es una especie de insecto del género Simulium, familia Simuliidae, orden Diptera.
Fue descrita científicamente por Giudicelli, Bouzidi & Ait Abdelaali, 2000.